# Tsepinita-Na
La tsepinita-Na és un mineral de la classe dels silicats, que pertany al grup de la vuoriyarvita. Rep el nom per Anatoliy Ivanovich Tsepin (b. 1946), físic de l'Institut de Geologia de Dipòsits de Mineral, Petrografia, Mineralogia i Geoquímica de l'Acadèmia de Ciències de Rússia, especialista en espectroscòpia de raigs X.

## Característiques
La tsepinita-Na és un silicat de fórmula química (Na,H₃O,K,Sr,Ba)₂(Si₄O₁₂)(OH,O)₂·3H₂O. Cristal·litza en el sistema monoclínic.
Segons la classificació de Nickel-Strunz, pertany a «09.CE - Ciclosilicats amb enllaços senzills de 4 [Si₄O₁₂]8- (vierer-Einfachringe), sense anions complexos aïllats» juntament amb els següents minerals: papagoïta, verplanckita, baotita, nagashimalita, taramel·lita, titantaramel·lita, barioortojoaquinita, byelorussita-(Ce), joaquinita-(Ce), ortojoaquinita-(Ce), estronciojoaquinita, estroncioortojoaquinita, ortojoaquinita-(La), labuntsovita-Mn, nenadkevichita, lemmleinita-K, korobitsynita, kuzmenkoïta-Mn, vuoriyarvita-K, karupmøllerita-Ca, labuntsovita-Mg, labuntsovita-Fe, lemmleinita-Ba, gjerdingenita-Fe, neskevaaraïta-Fe, tsepinita-K, paratsepinita-Ba, tsepinita-Ca, alsakharovita-Zn, gjerdingenita-Mn, lepkhenelmita-Zn, tsepinita-Sr, paratsepinita-Na, paralabuntsovita-Mg, gjerdingenita-Ca, gjerdingenita-Na, gutkovaïta-Mn, kuzmenkoïta-Zn, organovaïta-Mn, organovaïta-Zn, parakuzmenkoïta-Fe, burovaïta-Ca, komarovita i natrokomarovita.

## Formació i jaciments
Va ser descrita amb les mostres de dos indrets diferents de l'óblast de Múrmansk (Rússia): el mont Jibinpakhktxorr, al massís de Khibini, i el mont Lepkhe-Nel'm, al districte de Lovozero. També ha estat descrita al Kukisvumtxorr, una altra muntanya del massís de Khibini, així com a les pedreres Aris (Regió de Khomas, Namíbia) i la pedrera Poudrette (Quebec, Canadà). Aquests indrets són els únics de tot el planeta on ha estat descrita aquesta espècie mineral.